# Gavriil Ilizárov
Gavriil Abramóvich Ilizárov (en ruso: Гавриил Абрамович Илизаров; 15 de junio de 1921 – 24 de julio de 1992) fue un médico soviético, conocido por inventar el aparato Ilizárov para la elongación ósea y por su cirugía epónima. Fue un Héroe del Trabajo Socialista (1981), ganador del Premio Lenin (1979), y miembro de la Academia Rusa de las Ciencias (1991).

## Vida y trabajo

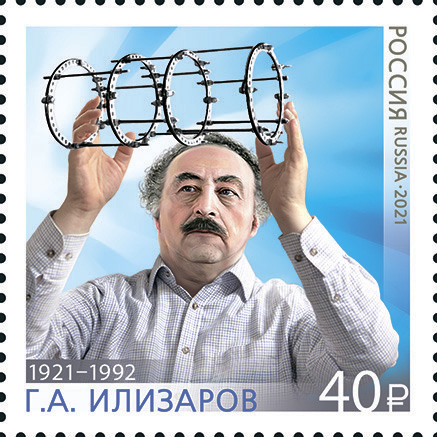
científico, académico de la Academia Rusa de Ciencias Médicas

Ilizárov nació en el pueblo de Białowieża, en el voivodato de Polesia, en Polonia, en una familia de judíos provenientes de Daguestán. Poco después de su nacimiento, la familia se trasladó a Qusar (Azerbaiyán), donde se crio. Se graduó en el rabfac de Buinaksk y luego de la facultad médica de Simferópol (Crimea). En 1944 fue enviado a un hospital rural en el Óblast de Kurgán, en Siberia. En 1955 se convirtió en el jefe del departamento de traumatología y ortopedia del hospital de veteranos de Kurgán. En 1961 creó el centro de cirugía restauradora y ortopedia en Kurgán. Fue el jefe del centro hasta 1991.

## Experimentos ortopédicos

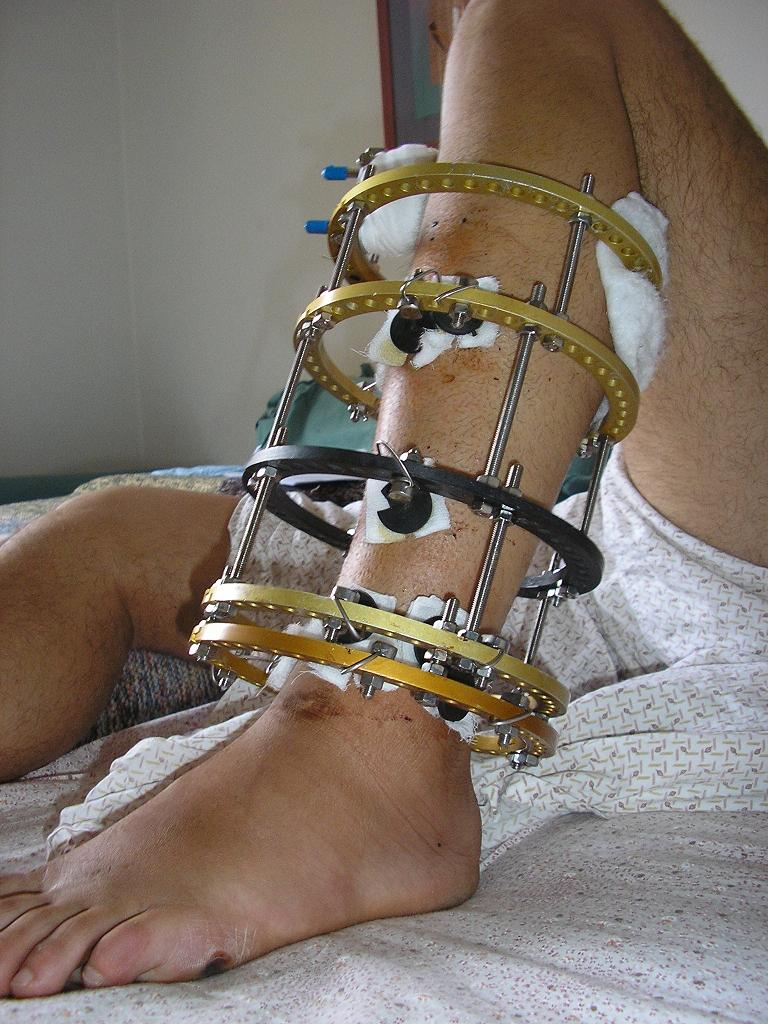
Un aparato Ilizarov, tratando una tibia fracturada y fibula

Ilizárov descubrió que cortando cuidadosamente un hueso sin cortar el periostio alrededor de este, se podía separar las dos mitades del hueso ligeramente y este crecería para llenar el espacio residual entre las dos mitades. También descubrió que el rebrote del hueso se da a un ritmo bastante uniforme en todas las personas y las circunstancias.
Estos experimentos llevaron al diseño de lo que se conoce como fijador de Ilizárov, que sostiene el hueso en su lugar mediante un procedimiento de fijación externa, utilizando un conjunto de aros metálicos externos unidos al hueso mediante tornillos o agujas quirúrgicas. Con estas operaciones Ilizárov descubrió que es posible extender un hueso la longitud que se desee.

## Popularidad en Europa Occidental y Estados Unidos
En 1980, el fotógrafo italiano Carlo Mauri viajó a Kurgán exhortado por un amigo ruso para ser tratado por Ilizárov debido a una fractura de tibia que se resolvió incorrectamente después de un accidente en esquí, veinte años atrás. Ilizárov separó la rígida disyunción en la tibia por 2 centímetros, curando la pseudoartrosis, y finalmente alargó la pierna. En su retorno a Italia, los cirujanos ortopédicos se quedaron sorprendidos por la curación de la pierna de Mauri. Posterior a esto, Ilizárov fue invitado para participar como expositor en una conferencia en Italia en 1981.

## Vida posterior y muerte
Ilizárov realizó un viaje a Estados Unidos a principios de los noventa para discutir su trabajo, poco conocido por ese entonces. Murió de un paro cardiaco en 1992, a la edad de 71 años.